# Egil Nygård
Egil Nygård est un biathlète norvégien.

## Biographie
Arrivant 21e de l'individuel, il gagne une médaille de bronze par équipes aux Championnats du monde 1963, avec Jon Istad et Olav Jordet. Il s'agit de sa seule sélection pour une compétition majeure.

## Palmarès
- Championnats du monde 1963 à Seefeld in Tirol :
  -  Médaille de bronze à la compétition par équipes.